# Комп'ютерний тероризм
Комп'ютерний тероризм (кібертероризм) — використання комп'ютерних та телекомунікаційних технологій (насамперед, інтернету) в терористичних цілях. Наприклад, акти, спрямовані на залякування з метою досягнення політичних результатів, або завдання шкоди комп'ютерним мережам, особливо персональним комп'ютерам, підключеним до Інтернету, за допомогою таких засобів, як комп'ютерні віруси.

Законодавство України визначає: «Кібертероризм — терористична діяльність, що здійснюється у кіберпросторі або з його використанням».

Організація, створена для вироблення узгодженої політики з питань економіки і внутрішньої безпеки (The National Conference of State Legislatures} визначає кібертероризм так:
|  | Використання інформаційних технологій терористичними групами і терористами-одинаками для досягнення своїх цілей. Може включати використання інформаційних технологій для організації та виконання атак проти телекомунікаційних мереж, інформаційних систем і комунікаційної інфраструктури, або обмін інформацією, а також загрози з використанням засобів електрозв'язку. Прикладами можуть служити злом інформаційних систем, внесення вірусів у вразливі мережі, дефейс вебсайтів, DoS-атаки, терористичні загрози, спричинені електронними засобами зв'язку. |